# راه برای همیشه ادامه دارد
راه برای همیشه ادامه دارد (انگلیسی: The Road Goes Ever On) یک چرخه آهنگ در سال ۱۹۶۷ است که به عنوان کتاب نت و ضبط صوتی منتشر شده‌است. این موسیقی توسط دونالد سوان نوشته شده‌است و متن آن از شعرهای جی آر.آر. تالکین در نوشته‌های سرزمین میانه، به ویژه ارباب حلقه‌ها گرفته شده‌است. عنوان چرخه آهنگ برگرفته از «راه همیشه ادامه دارد»، اولین آهنگ مجموعه، است. آهنگ‌ها یک چرخه آهنگ را تشکیل می‌دهند که به گونه‌ای طراحی شده‌اند که هنگام پخش به ترتیب با هم هماهنگ شوند.